# واسیل باروینسکی
واسیل باروینسکی (اوکراینی: Василь Олександрович Барвінський؛ ۲۰ فوریه ۱۸۸۸ – ۹ ژوئن ۱۹۶۳) رهبر (موسیقی)، آهنگساز، مربی موسیقی، و نوازنده پیانو اهل اتریش-مجارستان بود.